# Gholam Reza Tachti
Gholam Reza Tachti (pers. غلامرضا تختی, ur. 27 sierpnia 1930, zm. 7 stycznia 1968) – irański zapaśnik, jeden z najbardziej utytułowanych zawodników w historii tego kraju. Znany głównie z dżentelmeńskiego zachowania w stosunku do rywali oraz z rywalizacji fair play. Uważany za symbol sportu w Iranie.

## Biografia i kariera sportowa
Tachti urodził się 27 sierpnia 1930 roku w Teheranie. Pochodził z biednej rodziny, której korzenie wywodziły się z Hamadanu. W wieku 9 lat zrezygnował z nauki w szkole i rozpoczął treningi zapaśnicze w gimnazjum sportowym w Pulad. Był jednym z najlepszych i najbardziej rozpoznawalnych ikon w irańskiej odmianie zapasów – Warzesz-e Pahlawani, zwanym równiej jako „Sport bohaterów”. Oprócz zwykłych treningów zapaśniczych brał udział w walkach submission wrestlingowych („Koszti Pahlawani”) i pojedynkach catch wrestlingowych („wolna amerykanka”). Jest trzykrotnym medalistą olimpijskim (złoto w 1956 oraz dwa srebra – w 1952 i 1960). Oprócz medali olimpijskich jest dwukrotnym mistrzem świata (1959, 1961) oraz dwukrotnym wicemistrzem świata (1951, 1962). Również zdobywca złotego medalu z igrzysk azjatyckich w roku 1958. W roku 1961, po tragicznym trzęsieniu ziemi, które nawiedziło miasto Bu’in Zahra w zachodnim Iranie zabijając 45 000 osób, Tachti, który był głęboko poruszony tym zdarzeniem, rozpoczął zbiórkę na pomoc ofiarom tego trzęsienia.
Podczas walki z Rosjaninem Aleksandrem Miedwiediem, który doznał kontuzji prawego kolana, Tachti okazał współczucie temu zawodnikowi i pozwolił mu wygrać w tej walce. Nigdynie zaatakował jego kontuzjowanej nogi. Po przegranym starciu Tachtiego, Miedwied wyraził głęboki szacunek dla jego osoby i przez szereg lat odwiedzał go w Iranie jako przyjaciela.
Zmarł nagle 7 stycznia 1968 w jednym z pokoi hotelowych w Teheranie. Rząd irański oficjalnie ogłosił tę śmierć, jako samobójstwo. Jednak niektórzy twierdzą, że zginął z rąk SAWAK z powodu swojej działalności politycznej przeciwko reżimowi Pahlawich.